# Gyarmat (település)
Gyarmat (németül: Jarmat) község Győr-Moson-Sopron vármegyében, a Téti járásban.

## Fekvése
Győr-Moson-Sopron vármegye délkeleti részén helyezkedik el, Győrtől jó 30 kilométerre délre, Pápától pedig mintegy 15 kilométerre északra. Földrajzilag a Marcal-medence és a Sokoróaljai-dombvidék találkozásánál fekszik. A település felszíne enyhén dombos, nyugatról keletre fokozatosan emelkedik 120 méteres magasságról 162 méterre.

### Megközelítése
A település legfontosabb közúti megközelítési útvonala a Pápa és Győr térségét összekötő 83-as főút, amely dél-északi irányban végighalad a közigazgatási területén. Korábban a központját is átszelte, egy ideje már nyugat felől elkerüli azt; azóta a régi nyomvonal a 8314-es út része.
Keresztirányban, keleti és nyugati szomszédaival, Gecsével és Csikvánddal a 8305-ös, illetve a 8461-es utak kötik össze.
A hazai vasútvonalak közül a települést a MÁV 10-es számú Győr–Celldömölk-vasútvonala érinti, amely a keleti határszéle közelében húzódik. A vasútvonalnak egy megállási pontja van Gyarmat közvetlen közelében, de már épp a községhatáron kívül: Gecse-Gyarmat vasútállomás a 8305-os út vasúti keresztezésének északi oldalán fekszik, de létesítményei teljesen gecsei területen találhatók.

## Története
A falut először 1153-ban említették írott források. A falu északi határában haladt el a Győrt Mursellával összekötő római út. A győri káptalan 1268. évi levele szerint királyi buchariusok (pohárnokok) lakták. Egyéb lakosai királyi favágók és szőlőművesek voltak.
A helység pecsétje 1511-ből való. A vármegyei faluk pecsétjei közül a legrégibb. Balkörében: csoroszlya, ekevas, búzakalászok, körirata: "Garmati felv. peceti 1511."
A török uralom alatt Hussein bég zsarolásai miatt a lakók nagy része megszökött. 1695-ben a zömében Ausztriából érkező telepesek katolikus vallásúak voltak. A Rákóczi-szabadságharc idején Heister császári generális felégette a községet, s magyar lakóit felkoncoltatta. Ezért 1720-ban újból betelepítéssel a német Rajna-vidék-Pfalz tartományból érkeztek katolikusok. A település többnyire a csornai prépostság tulajdonában volt. Az 1870-es években a Sokoróaljai járásban nagyközségi rangot kapott Gyarmat. 1906-ban a falu lakossága között felparcellázták a prépostság négyezer holdas birtokát.
Az 1920-30 közötti időben összesen 380 ember vándorolt ki Amerikába.
Az első világháború alatt a lakosság nagy része a 31. honvéd gyalogezrednél teljesített szolgálatot. A község a második világháborút 1944. március 19-e után érzékelte, ekkor német páncélos osztag szállta meg a falut. Az orosz csapatok 1945. március 26-án érték el a települést. A Győr megyéhez tartozó települést 1954-ben Veszprém megyéhez csatolták, s csak 1992-ben került vissza.
Az 1950-es évek elején megalakult a Zója Tsz, amely 1956-ban feloszlott. Utódja a Kossuth MGTSZ volt 1959-től, amely az 1970-es években egyesült a vaszari Hunyadi Tsz-szel. A településen 1956-ban kigyulladtak a villamos árammal működő lámpák. 1969-ben megépült a vezetékes vízhálózat. 1996-tól üzemel a vezeték nélküli (RLL rendszerű) telefonhálózat, 1998-tól pedig a vezetékes gázhálózat. A telefonhálózatot a 2000-es évek elején továbbfejlesztették, vezetékes rendszert építettek ki, a régi RLL hálózatot pedig elbontották.
A szőlészet és a borászat egészen a filoxéra megjelenéséig töretlen volt, a község a tatár vagy török pusztítás miatt kihalt és utána telepítették be a jelenlegi lakosság elődeit - innen a sok nem magyar családnév. A templom többször is, de utoljára talán az ezernyolcszázas évek közepe táján leégett, ezért nem lehet könnyen utánajárni a családok történetének, csak a levéltárban.

## Közélete

### Polgármesterei
- 1990–1994: Németh György (független)[3]
- 1994–1998: Németh György (független)[4]
- 1998–2002: Rádli István (független)[5]
- 2002–2006: Baráth Béla (független)[6]
- 2006–2010: Baráth Béla (független)[7]
- 2010–2014: Szabados Péter (független)[8]
- 2014–2019: Szabados Péter (független)[9]
- 2019–2024: Szabados Péter (független)[10]
- 2024– : Nagy Róbert (független)[1]

## Oktatás
A község általános iskoláját (Gyarmati Kossuth Lajos Általános Iskola) 1935-ben alapította a gyarmati Római Katolikus Egyházközség. Az intézményt 1948-ban államosították, majd a rendszerváltás utáni években Gyarmat és a környező települések (Csikvánd, Gecse, Szerecseny) fenntartásába került. Működési területe fokozatosan bővült, ma Takácsiról is sok gyerek jár ide. 2013-ban az ország többi iskolájával együtt ismét államosították, új fenntartója a Klébelsberg Intézményfenntartó Központ lett, önálló gazdálkodása és a korábbi fenntartó önkormányzatok hatásköre megszűnt.
Az oktató-nevelő tevékenységet évtizedek óta segíti az "Iskolánkért" Alapítvány. Rendszeresen támogatja az iskolát kirándulások, rendezvények, diákprogramok megvalósításában, illetve szükség esetén támogatást nyújt eszközbeszerzésekhez is.

## Népesség
A település népességének változása:
| Lakosok száma | 1265 | 1281 | 1290 | 1352 | 1324 | 1347 | 1340 |
|               | 2013 | 2014 | 2015 | 2021 | 2022 | 2023 | 2024 |

A 2011-es népszámlálás során a lakosok 87,7%-a magyarnak, 0,5% cigánynak, 0,2% németnek mondta magát (12,2% nem nyilatkozott; a kettős identitások miatt a végösszeg nagyobb lehet 100%-nál). A vallási megoszlás a következő volt: római katolikus 69,7%, református 1,9%, evangélikus 5,8%, felekezeten kívüli 2,6% (19,2% nem nyilatkozott).
2022-ben a lakosság 93,6%-a vallotta magát magyarnak, 1,2% németnek, 0,6% cigánynak, 0,3% románnak, 0,2% ukránnak, 0,2% szlováknak, 0,1% görögnek, 2,8% egyéb, nem hazai nemzetiségűnek (6,1% nem nyilatkozott; a kettős identitások miatt a végösszeg nagyobb lehet 100%-nál). Vallásuk szerint 53,1% volt római katolikus, 5% evangélikus, 3,5% református, 0,6% egyéb keresztény, 0,7% egyéb katolikus, 4,9% felekezeten kívüli (32,2% nem válaszolt).

## Nevezetességei
- Nepomuki Szent János szobra
- Római katolikus templom (műemlék jelleg – falfestményeket és az oltárképet festette: Samodai József)
- Tájház – népi lakóház
- Présházsor
- Kálvária